# Kabinett Ansip I
Regierung der Republik Estland unter Ministerpräsident Andrus Ansip (Kabinett Ansip I)
Amtszeit: 13. April 2005 bis 5. April 2007
| Ressort                                | Name             | Amtszeit              | Partei         |
| -------------------------------------- | ---------------- | --------------------- | -------------- |
| Ministerpräsident                      | Andrus Ansip     | 13.04.2005–05.04.2007 | Reformierakond |
| Bildungs- und Forschungsministerin     | Mailis Reps      | 13.04.2005–05.04.2007 | Keskerakond    |
| Justizminister                         | Rein Lang        | 13.04.2005–05.04.2007 | Reformierakond |
| Verteidigungsminister                  | Jaak Jõerüüt     | 13.04.2005–10.10.2005 | Reformierakond |
| Verteidigungsminister                  | Jürgen Ligi      | 10.10.2005–05.04.2007 | Reformierakond |
| Umweltminister                         | Villu Reiljan    | 13.04.2005–08.10.2006 | Rahvaliit      |
| Umweltminister                         | Rein Randver     | 11.10.2006–05.04.2007 | Rahvaliit      |
| Kulturminister                         | Raivo Palmaru    | 13.04.2005–05.04.2007 | Keskerakond    |
| Wirtschafts- und Infrastrukturminister | Edgar Savisaar   | 13.04.2005–05.04.2007 | Keskerakond    |
| Finanzminister                         | Aivar Sõerd      | 13.04.2005–05.04.2007 | Rahvaliit      |
| Bevölkerungsminister                   | Paul-Eerik Rummo | 13.04.2005–05.04.2007 | Reformierakond |
| Regionalminister                       | Jaan Õunapuu     | 13.04.2005–05.04.2007 | Rahvaliit      |
| Innenminister                          | Kalle Laanet     | 13.04.2005–05.04.2007 | Keskerakond    |
| Sozialminister                         | Jaak Aab         | 13.04.2005–05.04.2007 | Keskerakond    |
| Außenminister                          | Urmas Paet       | 13.04.2005–05.04.2007 | Reformierakond |
| Landwirtschaftsministerin              | Ester Tuiksoo    | 13.04.2005–05.04.2007 | Rahvaliit      |